# Wojciech Trzebuchowski
Wojciech Trzebuchowski herbu Ogończyk – poseł województwa brzeskokujawskiego na sejm 1578 roku.
Studiował na Akademii Krakowskiej w 1566 roku.